# Frederick Marryat
Frederick Marryat ejtsd: merriett (London, 1792. július 10. – Langham, 1848. augusztus 9.) angol regényíró.

## Élete
Korán (1806) a haditengerészet szolgálatába lépett és előbb Lord Cochrane alatt harcolt, majd részt vett (1815) az amerikai háborúban is, melynek befejeztével Szent Ilona parancsnoka lett. 1823-ban a kelet-indiai flotilla parancsnoka volt és kitüntette magát a Rangoon elleni expedícióban, amiért 1825-ben a Bath-rendjelet kapta. Mint író Adventures of a naval officer (1829) regényével lépett föl, melyet egymásután követtek nagy tetszéssel fogadott kötelei; köztük legjobbak: The Kings own (1830); Mr. Midshipman Easy (1836); Peter Simple (1837); Jacob Faithful (1838); The phantom ship (1839) stb. Útleirását; Diary in America with remarks on its institutions (London, 1839) az angolok és amerikaiak egyformán hevesen megtámadták. Leánya, Florence Marryat (később Lean neje), szintén több regényt írt és kiadta életrajzát Life and Letters of Captain Marryat (London, 1872) címmel.

## Irodalmi hatása
A 19. század közepétől több európai nyelven, így francia fordításokban is, igen népszerűvé váló kalandos utazási regényei nagy hatással voltak Jules Vernére is ill. több művére (elsősorban a Különleges utazások sorozat darabjaira). Verne még idős korában nagy kedvvel olvasta újra az általa nagyra tartott angol író munkáit, ahogy kései interjúiban ezt emlegette is.
Marryat több műve magyarul is nagy karriert futott be (néha Marryat kapitány néven), nem egy több fordításban és átdolgozásban is napvilágot látott, de legtöbben nevét a "bolygó hollandi" történetével ill. annak feldolgozásával kötötték össze.

## Magyarul megjelent művei
- Rüstig Zsigmond, a brémai kormányos. Új Robinson; ford. Dulácska Géza; Emich, Pest, 1864
- A hajótöröttek. Elbeszélés az ifjúság számára; Marryat után írta Baróti Lajos; Rozsnyai, Bp., 188?
- Derék Jakab. Elbeszélés jó gyermekek számára; írta Marryat kapitány; Stampfel, Pozsony–Bp., 1890 (A magyar ifjuság könyvesháza)
- Derék Ferkó története; Marryat után ifjúsági átdolg. Donászy Ferenc; Athenaeum, Bp., 1892
- A bolygó hollandi, vagy A hajósok réme. Regény; Rózsa, Bp., 1901
- Rüsztig Zsigmond kalandjai a pálmák szigetén; ifjúsági átdolg. Garády Viktor; Hajnal, Bp., 1920
- A bolygó hollandi; ford. Braun Soma, ill. Kolozsváry Zsigmond; Genius, Bp., 1924 (Az ifjúság szépírói)
- Rüstig Zsigmond, a brémai kormányos; Új Robinson; Marryat után ifjúsági átdolg. Kárpáti Károly; Afra, Bp., 1925
- Marryat kapitány: Az óceán kalandorai. Egy kalóztiszt naplójából; Légrády, Bp., 1928 (Pesti Hírlap könyvek, 31.)
- Marryat kapitány: Versely lord titka vagy Percival tengerész csínytevései és hőstettei I-II., regény; ford. Sebestyén Ede; Légrády, Bp., 1928 (Pesti Hírlap könyvek, 51-52.)
- Marryat kapitány: Simple Péter, a kis lord I-II., regény; ford. Sebestyén Ede; Légrády, Bp., 1929 (Pesti Hírlap könyvek, 72-73.)
- Egyenlőség Jack I-II., regény; ford. Margittai Szaniszlóné; Légrády, Bp., 1930 (Pesti Hírlap könyvek, 133-134.)
- Easy kadét kalandjai; Ifjúsági Lap- és Könyvkiadóvállalat, Bp., 1930